# Carlos Batres
Carlos Alberto Batres González (2 de abril de 1968 en Retalhuleu) es un ex árbitro de fútbol. Ha arbitrado en la Copa Mundial de la FIFA de 2002, Copa Mundial de la FIFA Sudáfrica 2010 y en los partidos de clasificación a este torneo. Además ha participado en torneos Olímpicos. Es árbitro de FIFA desde el 1 de enero de 1996 y su primer juego internacional fue el encuentro Panamá-Canadá el 27 de octubre de 1996. Arbitró la Final del Mundial de Clubes entre el Fútbol Club Barcelona e Internacional de Porto Alegre.

## Mundial de 2002
En el partido de primera ronda del Grupo A, Batres no tuvo un partido sencillo de dirigir donde pitó penalti a los 16 minutos de juego a favor del combinado danés luego de que el senegalés Salif Diao derribara al delantero Jon Dahl Tomasson para que luego este pusiera el marcador 1-0 para el equipo europeo. Finalmente al minuto 52' el mismo Salif Diao marcó el empate para los africanos y antes de que se firmara el empate el guatemalteco expulsó a Diao por haber ido con "plancha" a Rene Henricksen.

### AlemaniaAlemania1-0ParaguayParaguay
En este partido de octavos de final, Batres no tuvo un partido tan difícil; siendo un juego cerrado hasta último momento pudo pasar el primer tiempo y casi todo el segundo sin problemas. Finalmente, en el minuto 88' y a sólo dos minutos de ir a la prórroga, el alemán Oliver Neuville puso el 1 a 0 final para que su selección clasificase a cuartos. Este revés para los guaraníes provocó una reacción violenta de Roberto Acuña, a quien el guatemalteco le mostró la cartulina roja cuando el partido finalizaba.

## Mundial de 2006
Debido a una lesión no tuvo participación.

## Mundial de 2010
En la Copa Mundial de la FIFA Sudáfrica 2010 Batres tuvo a su cargo el partido Argelia vs Eslovenia de la primera ronda del grupo C que terminaría 1-0 a favor de Eslovenia. En la segunda ronda de grupos también arbitró el partido Italia vs Nueva Zelanda del grupo E que terminaría en empate 1-1, teniendo una discreta actuación. 
También tuvo participación como cuarto árbitro en el partido de Australia vs Serbia en la tercera ronda del grupo D. 
Además tuvo participación  como cuarto árbitro  en el juego entre España y Portugal en la fase de octavos de final, el 29 de junio de 2010 en el estadio Green Point de Ciudad del Cabo.

### ParaguayParaguay0-1EspañaEspaña
En cuartos de final Carlos Batres fue designado para dirigir el partido de España contra Paraguay. En el minuto 41 del primer tiempo, Batres anuló un  gol a Nelson Haedo Valdez, reclamado como legítimo por la prensa paraguaya, aunque según Epifanio González Chávez (árbitro paraguayo), y la prensa española y de otros varios países, en las imágenes del partido se observa a Cardozo en posición ilegal intentando rematar a gol, lo que según el reglamento FIFA anularía la jugada por fuera de juego.
Asimismo, en el segundo tiempo decretó un tiro de penal por equipo, pero causó polémica al repetir el lanzamiento del equipo español por invasión al área grande, algo que sucedió con el realizado por el paraguayo Óscar Cardozo, sin que tomara la misma decisión. Inmediatamente después del fallo del lanzador español en el penal, volvió a haber polémica ya que se reclamó por parte de los españoles un presunto claro penalti sobre Cesc Fàbregas por parte del portero paraguayo al intentar bloquear la pelota
.